# 下山芳晴
下山 芳晴（しもやま よしはる、1953年5月6日 - ）は、日本の元裁判官。弾劾裁判により罷免の判決を受けた。

## 経歴
- 1953年大阪府生まれ。母は堺市の眼科医で、前衛俳人の八木三日女。弟は大阪商業大学教授の下山晃（俳号：志波響太郎）。
- 東京大学文科I類入学。東大学生俳句会に所属し、俳号は米元元作。
- 東京大学法学部卒業。
- 1981年、司法試験合格。
- 1984年4月、浦和地裁に判事補として任官。
- 以後、1990年までの間に、和歌山地裁、和歌山家裁、和歌山簡裁、東京家裁、東京簡裁に勤務。
- 1990年から1993年まで、検事として法務省に出向。
- 1993年から1994年まで、東京地裁、東京簡裁に勤務。
- 1994年4月から判事となり、2004年までの間に新潟地家裁三条支部、三条簡裁、東京地裁、東京簡裁、さいたま地裁、さいたま家裁、さいたま簡裁に勤務（改称前の浦和地方裁判所等も含む）。
- 2004年4月、甲府地家裁都留支部判事（支部長）兼都留簡裁判事。
- 2008年4月1日、宇都宮地家裁足利支部判事（支部長）兼足利簡裁判事。
- 2008年4月23日、足利支部長の職を解かれ、宇都宮地裁判事兼宇都宮簡裁判事。

## 裁判所職員に対するメール送りつけ事件

### 刑事裁判
2008年5月21日、ストーカー規制法違反容疑で山梨県警により逮捕された。甲府地家裁都留支部長在任中の同年2月から3月にかけて、女性の裁判所職員の携帯電話に匿名で「今度いつ会えるかなぁ」などのメールを16回にわたって送りつけたとして、この職員が山梨県警に告訴していた。
同年6月10日、甲府地検は甲府地裁に起訴した。初公判が、7月25日に行われ、被告人として起訴事実を認めたことから、検察官が懲役6月を求刑して、即日結審。8月8日に、懲役6月・執行猶予2年の有罪判決がなされた。

### 裁判官弾劾裁判
2008年6月13日、東京高裁は「裁判官としての威信を損なう非行があり、罷免の理由がある」と最高裁に報告。同年6月16日、最高裁は臨時の裁判官会議を開き、国会の裁判官訴追委員会に対し、裁判官弾劾裁判所に下山の罷免訴追を行うよう請求した。これを受けて、同年9月9日、裁判官訴追委員会（臼井日出男委員長）が、裁判官弾劾裁判所に対して訴追を議決した。
弾劾裁判の公判は、麻生内閣成立を受けて衆議院解散の可能性があったことから、期日の決定が遅れたが、同年12月3日、裁判官弾劾裁判所において初公判が行われた。同年12月24日、裁判官弾劾裁判所（松田岩夫裁判長）から罷免判決を言い渡されて、裁判官を罷免され、法曹資格を失った。裁判官の罷免はこれまで6人目。
その後、大学職員等として働いていたが、2016年5月17日に法曹資格を回復。